# Batalla de Gemauerthof
La batalla de Gemauerthof fou una batalla de la Gran Guerra del Nord, lliurada el 16 de juliol de 1705 (C.S.), entre l'exèrcit del Carles XII de Suècia i el de Pere I de Rússia.

## Participants

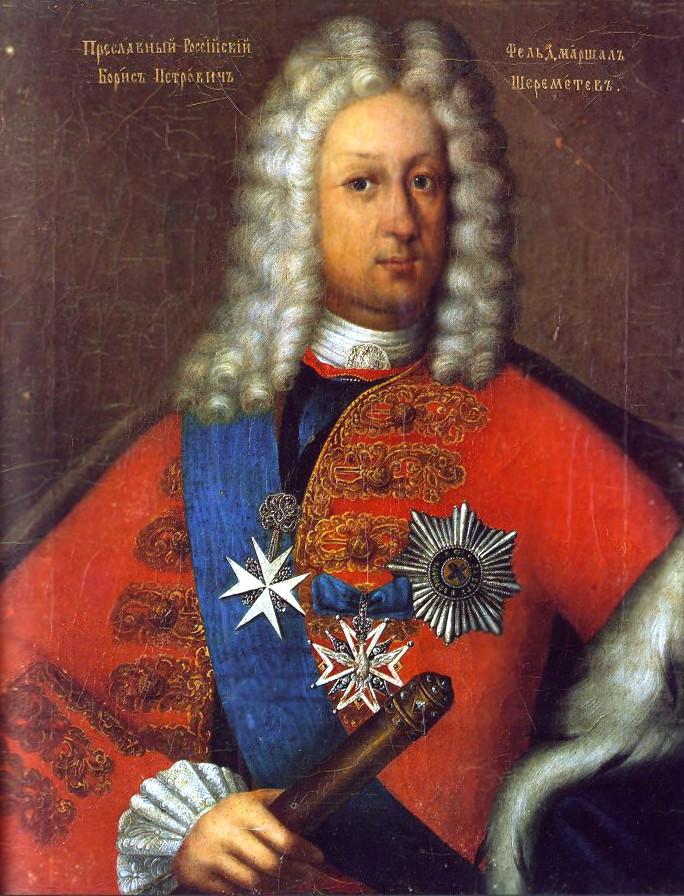
Mariscal de camp Boris Petrowitsch Scheremetew

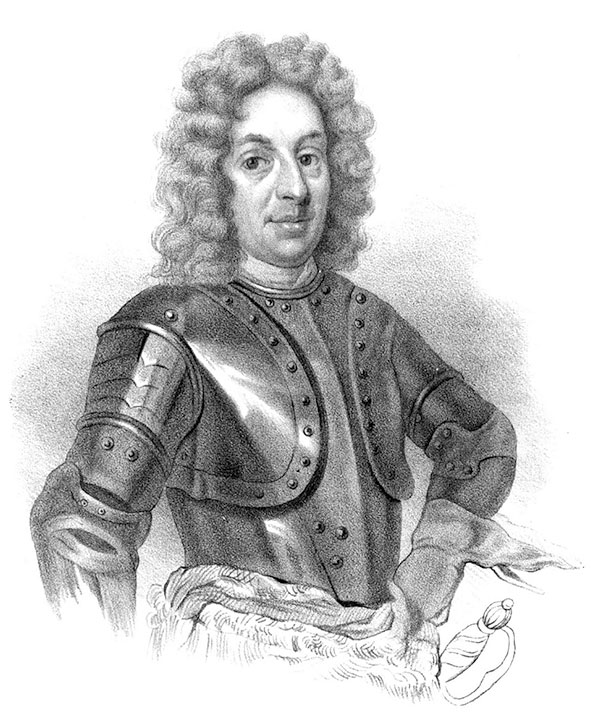
General Adam Ludvig Lewenhaupt

L'Exèrcit Imperial Rus estava dirigit pel Mariscal de camp Scheremetew. Els russos desplegaren sobre el camp de batalla: 
- 6.976 genets
- 2.875 soldats d'infanteria
- 10 obusos
- 6 canons de lliures

Comandava l'exèrcit suec el General Major Adam Ludwig Lewenhaupt. Els suecs desplegaren sobre el camp de batalla:
- 34 esquadrons de cavalleria
- 17 batallons d'infanteria
- 17 canons

## Antecedents de la batalla
A començaments de juliol Lewenhaupt reunia les seves tropes a Zagarin. El 12 de juliol l'exèrcit suec marxava a Gemauerthof. El 13 de juliol es rebé la notícia, que l'exèrcit rus havia pres la ciutat de Mitau.
Una secció de genets suecs arribà el 14 de juliol fins a les proximitat de Mitau i descobrí que els russos s'haguessin retirat. Però abans havia tingut lloc a la ciutat una matança i els habitants restants havien estat deportats.
Lewenhaupt estimà que l'exèrcit rus estava format per, més o menys, 10.000-12.000 homes. L'estat major suec decidí posicionar-se prop de Gemauerthof per plantar batalla contra els russos i parar el seu avanç. El comandant en cap de l'exèrcit rus volgué aprofitar la possibilitat d'inflingur una derrota devastadora als suecs.

## Batalla
Les avançades sueques detectaren a les 10 del matí la cavalleria cosaca. L'exèrcit rus marxava des del nord, i no de l'est, com Lewenhaupt havia suposat. De seguida envià una unitat de cavalleria per assabentar-se dels detalls de la força i l'ordre de marxa dels russos.
Els suecs desplegaren les seves tropes intentant que els russos no poguessin fer valer la seva superioritat numèrica. Lewenhaupt desplegà les seves tropes en dues línies de combat. El flanc esquerre de la primera línia arribava fins a un petit rierol, el Schwete, el flanc dret reposava en un pantà, i la rereguarda era coberta per un altre curs d'aigua. El centre de la línia era ocupat per 13 batallons d'infanteria i entre els dos flancs es desplegaren 27 esquadrons de cavalleria i dragons. A cada flanc, darrere els genets, es desplegà un batalló de granaders. La segona línia estava formada per 3 batallons d'infanteria i 7 esquadrons. L'artilleria es distribuí entre els diferents batallons d'infanteria, rebent un nombre més gran en proporció els batallons de granaders que guardaven els flancs, apuntant al front, els flancs i la rereguarda. L'ordre de batalla dels suecs recorda a un eriçó i respon a la voluntat de Lewenhaupt d'evitar ser flanquejat o rodejat pels russos, numèricament superiors.
A les cinc de la tarda les avançades de cavalleria sueca es toparen amb l'avantguarda russa i comprovaren que Scheremetjev es preparava per atacar. En el seu avenç els russos arriben al terreny triat pels suecs per plantar batalla, abans que Scheremetjev desplegui les seves tropes els suecs ataquen.
El flanc esquerre suec rebé l'atac de la dreta surra encapçalada per Bauer. Els dragons russos avançaren portant soldats d'infanteria a la gropa dels seus cavalls, reforçant així el seu atac. Paral·lelament d'altres esquadrons russos flanquegen la cavalleria sueca, la qual es veu forçada a retrocedir. El batalló de granaders del flanc esquerre es veu desbordat pel retrocés de la cavalleria pròpia i l'avenç dels russos. Unitats d'infanteria sueca, de la primera i la segona línia, aconseguiren refer el front de combat i aturar els russos, donant temps a la seva cavalleria a reagrupar-se i reorganitzar-se. Els dragons russos, o una part d'ells, van restar darrere les línies de batalla saquejant els suecs. A mesura que transcorregué els temps arribaren reforços russos i polonesos que lluitaven del costat suec. Amb les tropes reorganitzades i l'arribada dels polonesos, els suecs contraatacaren, aniquilant part de la infanteria russa.
Al centre i la dreta sueca la lluita va prendre un altre caire. Horn i Meijerfeldt llençaren els esquadrons suecs a la càrrega amb el suport de la infanteria. Tot i l'ajut dels seus dragons, els russos anaren cedint terreny, tot i que vengueren car cada pam de terreny. Finalment, els russos cediren perdent gran part de la seva infanteria.
Amb l'arribada del gruix de les forces russes les línies sueques es van replegant sobre si mateixes fins a quedar totalment copades. Els suecs aconsegueixen rebutjar 50 atacs russos al llarg de tres hores de combat. Algunes unitats russes es retiren en desordre donant aire als suecs. Un cop trencada la línia, els suecs aprofiten per guanyar terreny i formar en línia. Les tropes sueques es dividiran en dos grups de combat que maniobraran fixant el flanc dret en la maresme. El grup del combat de l'esquerra estarà integrat per la cavalleria inicialment desplegada, així com algunes unitats d'infanteria. El grup de combat de la dreta concentrarà la major part de la infanteria i la cavalleria del flanc dret. Ambdós grups de combat s'havien d'unir i formar una nova línia, però la cavalleria del flanc dret carregà i la infanteria veient el perill que corrien els seus camarades la secundaren. Els dos grups de combat suecs tingueren problemes per mantenir-se, l'escassetat de municions van forçar els suecs a carregar a la baioneta havent esgotat totes les rondes de munició, però l'arribada de la nit i l'esgotament van forçar els russos a retirar-se.
Les restes de l'exèrcit rus es retiraren direcció Vílnius.

## Les conseqüències
El mariscal de camp Scheremetew havia rebut un tret a l'abdomen, el general Baur estava ferit a la cuixa i uns 6.000 russos havien estat baixa.
Quan l'exèrcit rus aconseguí arribar a Vílnius, el tsar passar revista al seu nou exèrcit de 60.000 homes. El tsar, Pere I, no amonestà el mariscal de camp, i reconegué que era possible perdre una batalla malgrat superar 3 a 1 als suecs. Els russos aconseguiren alçar un exèrcit, a base de lleves de pagesos i livonians exiliats, essent viable així prosseguir la guerra. El tsar no li donà gran importància a la derrota i la considerà un petit entrebanc en la seva campanya. Ocultant el nombre de baixes real a les seves tropes, marxà cap a Livònia per derrotar definitivament els suecs.
Els suecs tingueren 900 morts i més de 1.000 ferits. Entre els morts hi havia diversos oficials d'alt rang, aquestes baixes en l'alt comandament impediren als suecs perseguir els russos.